# エニ・ファレオマバエガ
エニ・ファアウアア・フンキン・ファレオマバエガ・ジュニア（英語: Eni Fa'aua'a Hunkin Faleomavaega Jr., 1943年8月15日 - 2017年2月22日）は、アメリカ合衆国の政治家。妻と共に末日聖徒イエス・キリスト教会信徒であった。

## 経歴
1989年より合衆国下院のアメリカ領サモア代表。下院本会議での投票権は持たない。下院外交委員会のアジア太平洋環境小委員会の委員長を務めた。アメリカ領サモア準州副知事を務めた後、1989年より下院サモア代表となる。
慰安婦問題と関係が深く、慰安婦に対する日本政府の謝罪を求めるアメリカ合衆国下院決議案を国連に上程する活動をしていた。2009年9月2日にソウルで記者会見を開き、日本に対して「韓国女性を含む20万人の女性を組織的に慰安婦として強制動員を行ったことを謝罪すること」「六ヶ国協議で拉致問題を議題にしないこと」を強く求めた。
2014年の中間選挙で落選、政界を引退した。